# Eurovisiesongfestival 1963
Het Eurovisiesongfestival 1963 was het achtste Eurovisiesongfestival en vond plaats op 23 maart 1963 in Londen, Engeland. Het programma werd gepresenteerd door Katie Boyle. Van de 16 deelnemende landen won Denemarken met het nummer Dansevise, uitgevoerd door Grethe & Jørgen Ingmann. Dit lied kreeg 42 punten, 17,5% van het totale aantal punten.
Met 40 punten werd Zwitserland tweede, gevolgd door Italië met 37 punten op de derde plaats.
Frankrijk, dat al twee keer het festival georganiseerd had, weigerde een derde keer. In plaats daarvan bood de BBC aan om het festival in Londen te houden.
Alle artiesten speelden en zongen in één studio, terwijl het publiek en de jury in een andere studio zaten. Daardoor vroegen mensen zich af of het programma wel live was.
Om de avond te verlevendigen werd het publiek tips gegeven als: "Klap zo hard dat het bijna hysterisch klinkt!"
In 1963 deden er grote namen mee zoals Nana Mouskouri, Esther Ofarim (werd tweede), Heidi Brühl en Françoise Hardy, maar geen van hen won. Met de hulp van haar man zou Esther Ofarim later de succesvolste Israëlische artiest van de jaren 60 worden. Nana Mouskouri was zeer ontstemd over haar achtste plaats en kwam niet op het feest na afloop.

## Puntentelling

### Stemstructuur
Net als vorig jaar werden in de nationale jury punten toegekend aan elk liedje. Anders dan vorig jaar kreeg het liedje met het meeste aantal stemmen vijf punten. De tweede keus kreeg vier punten en zo verder tot één punt.

### Score bijhouden

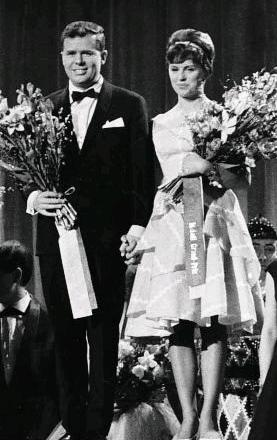
Grethe & Jørgen Ingmann winnen het Eurovisiesongfestival 1963

De score werd bijgehouden op een scorebord dat in de zaal hing.
De deelnemende landen stonden in het Engels op het bord.
Voor elk land stond het nummer van het optreden.
Achter elk land stond het totaal aantal punten
en daarachter stond de titel van het liedje.
De gegeven punten werden gelijk bij het totaal van het land opgeteld.
Tijdens de puntentelling stond de presentatrice op het podium, schuin voor het scorebord.
Achter elk totaal was een pijl te zien die verlicht werd als het land het hoogste aantal punten had.

### Stemmen
De jury's werden in volgorde van optreden opgebeld. Het geven van de punten ging op volgorde van optreden. De vertegenwoordiger van het land noemde het nummer, land en het aantal punten in het Engels of Frans. De presentatrice herhaalde dit niet, ook niet in een andere taal.

### Beslissing
Nadat Luxemburg, dat als laatste optrad, de punten had doorgegeven stonden Denemarken (40 punten) en Zwitserland (42) aan kop. Noorwegen kwam weer in de uitzending en gaf hun punten door. Terwijl Boyle Noorwegen bedankte ging de telefoon op haar desk: Monaco moest terug in de uitzending komen omdat hun punten niet klopten.
Vanuit Monte Carlo werden nogmaals de punten opgenoemd. Deze maakten echter geen verschil meer voor de eindstand. Na een telefoontje van de EBU-controleurs naar de presentatrice kon Denemarken zich officieel winnaar noemen.

### Fouten
Het festival werd overschaduwd door meerdere problemen, onder andere met de resultaten van de Noorse jury, die helemaal in de war raakte en opnieuw moest stemmen. In die tijd was dit een waar schandaal. Zeker omdat met het eerste resultaat van de Noorse jury, Zwitserland gewonnen zou hebben. De Zwitsers zien 1963 nog steeds als het jaar van de gestolen overwinning.
Monaco gaf in eerste instantie aan zowel Verenigd Koninkrijk als aan Luxemburg 1 punt. Dit werd pas aan het eind van de telling hersteld door het prinsdom nogmaals de punten te laten geven.

### Resultaat
| Plaats | Land                | Artiest(en)             | Lied                            | Punten |
| ------ | ------------------- | ----------------------- | ------------------------------- | ------ |
| 1      | Denemarken          | Grethe & Jørgen Ingmann | Dansevise                       | 42     |
| 2      | Zwitserland         | Esther Ofarim           | T'en va pas                     | 40     |
| 3      | Italië              | Emilio Pericoli         | Uno per tutte                   | 37     |
| 4      | Verenigd Koninkrijk | Ronnie Carroll          | Say wonderful things            | 28     |
| 5      | Frankrijk           | Alain Barrière          | Elle était si jolie             | 25     |
| 5      | Monaco              | Françoise Hardy         | L'amour s'en va                 | 25     |
| 7      | Oostenrijk          | Carmela Corren          | Vielleicht geschieht ein Wunder | 16     |
| 8      | Luxemburg           | Nana Mouskouri          | A force de prier                | 13     |
| 9      | Duitsland           | Heidi Brühl             | Marcel                          | 5      |
| 10     | België              | Jacques Raymond         | Waarom?                         | 4      |
| 11     | Joegoslavië         | Vice Vukov              | Brodovi                         | 3      |
| 12     | Spanje              | José Guardiola          | Algo prodigioso                 | 2      |
| 13     | Zweden              | Monica Zetterlund       | En gång i Stockholm             | 0      |
| 13     | Nederland           | Annie Palmen            | Een speeldoos                   | 0      |
| 13     | Finland             | Laila Halme             | Muistojeni Laulu                | 0      |
| 13     | Noorwegen           | Anita Thallaug          | Solhverv                        | 0      |

### Scoreblad
|             |                     | Jury's |    |    |    |    |    |    |    |    |    |    |    |    |    |   |   |
| UK          | NL                  | DE     | AU | NO | IT | FI | DK | YU | CH | FR | SP | ZW | BE | MO | LU |   |   |
|             | Verenigd Koninkrijk |        | 3  | 0  | 0  | 5  | 0  | 3  | 3  | 3  | 0  | 3  | 5  | 2  | 0  | 1 | 0 |
| Nederland   | 0                   |        | 0  | 0  | 0  | 0  | 0  | 0  | 0  | 0  | 0  | 0  | 0  | 0  | 0  | 0 |   |
| Duitsland   | 0                   | 0      |    | 0  | 2  | 0  | 0  | 0  | 0  | 0  | 0  | 0  | 0  | 0  | 3  | 0 |   |
| Oostenrijk  | 4                   | 0      | 0  |    | 0  | 0  | 4  | 1  | 0  | 0  | 2  | 0  | 3  | 2  | 0  | 0 |   |
| Noorwegen   | 0                   | 0      | 0  | 0  |    | 0  | 0  | 0  | 0  | 0  | 0  | 0  | 0  | 0  | 0  | 0 |   |
| Italië      | 2                   | 1      | 0  | 0  | 3  |    | 2  | 5  | 4  | 5  | 0  | 3  | 0  | 3  | 5  | 4 |   |
| Finland     | 0                   | 0      | 0  | 0  | 0  | 0  |    | 0  | 0  | 0  | 0  | 0  | 0  | 0  | 0  | 0 |   |
| Denemarken  | 3                   | 5      | 2  | 3  | 4  | 2  | 5  |    | 0  | 3  | 0  | 0  | 5  | 5  | 0  | 5 |   |
| Joegoslavië | 0                   | 0      | 0  | 0  | 0  | 0  | 0  | 0  |    | 0  | 1  | 2  | 0  | 0  | 0  | 0 |   |
| Zwitserland | 5                   | 0      | 4  | 5  | 1  | 5  | 0  | 4  | 0  |    | 0  | 4  | 1  | 4  | 4  | 3 |   |
| Frankrijk   | 0                   | 4      | 1  | 2  | 0  | 4  | 0  | 0  | 5  | 4  |    | 1  | 0  | 1  | 2  | 1 |   |
| Spanje      | 0                   | 0      | 0  | 0  | 0  | 0  | 0  | 0  | 2  | 0  | 0  |    | 0  | 0  | 0  | 0 |   |
| Zweden      | 0                   | 0      | 0  | 0  | 0  | 0  | 0  | 0  | 0  | 0  | 0  | 0  |    | 0  | 0  | 0 |   |
| België      | 0                   | 0      | 0  | 4  | 0  | 0  | 0  | 0  | 0  | 0  | 0  | 0  | 0  |    | 0  | 0 |   |
| Monaco      | 1                   | 2      | 5  | 1  | 0  | 3  | 0  | 0  | 1  | 1  | 5  | 0  | 4  | 0  |    | 2 |   |
| Luxemburg   | 0                   | 0      | 3  | 0  | 0  | 1  | 1  | 2  | 0  | 2  | 4  | 0  | 0  | 0  | 0  |   |   |

De tabel is geordend volgens opkomen.

## Deelnemers

### België en Nederland
België werd vertegenwoordigd door Jacques Raymond met het nummer Waarom?. Jacques Raymond zou in 1971 nog een keer op het songfestivalpodium staan samen met Lily Castel ter vervanging van Nicole en Hugo. Voor Nederland deed Annie Palmen mee met het liedje Een speeldoos.

### Terugkerende artiesten
| Land                | Artiest        | Plaats | Eerdere deelname         | Plaats toen |
| ------------------- | -------------- | ------ | ------------------------ | ----------- |
| Verenigd Koninkrijk | Ronnie Carroll | 4      | Verenigd Koninkrijk 1962 | 4           |

### Nationale keuzes
Nora Brockstedt won de Melodi Grand Prix voor de derde keer maar deze keer paste ze voor een eurovisiedeelname, officieel omdat ze andere verplichtingen had, maar er werd gefluisterd dat ze een slecht resultaat vreesde met Solhverv, Anita Thallaug werd in de plaats gestuurd en werd laatste met 0 punten. In Denemarken deed zoals gewoonlijk Birthe Wilke mee en net als vorig jaar Dario Campeotto. Ook een deelnemer was de toen nog onbekende Gitte Hænning, zij zou later een superster worden als schlagerzangeres. In Zwitserland probeerde Anita Traversi om opnieuw deel te nemen.

### Kaart

Deelnemende landen